# Cyornis rufigastra
El papamoscas de manglar (Cyornis rufigastra) es una especie de ave paseriforme de la familia Muscicapidae propia de las costas del archipiélago malayo y la península malaya.

## Distribución y hábitat
Se extiende por las costas del archipiélago filipino, Borneo, Sumatra, el sur de la península malaya y las islas menores circuntantes; distribuido por Indonesia, Malasia, Filipinas, Tailandia, Singapur y Brunéi. Como indica su nombre, su hábitat natural son los manglares tropicales.